# Coenonympha leucotaenia
Coenonympha leucotaenia är en fjärilsart som beskrevs av Hirschke 1917. Coenonympha leucotaenia ingår i släktet Coenonympha och familjen praktfjärilar. Inga underarter finns listade i Catalogue of Life.